# 804
804 (DCCCIV, na numeração romana) foi um ano bissexto do século IX, do Calendário Juliano, da Era de Cristo, teve início a uma Segunda-feira e terminou a uma Terça-feira, e as suas letras dominicais foram G e F.
| Ano completo                            |
| --------------------------------------- |
| Ano bissexto com início à segunda-feira |

Nesse período do tempo ocorreu o Colapso do Império Tibetano.